# Tribute to the band apart
『tribute to the band apart』は、the band apartのトリビュート・アルバム。2018年9月19日にポニーキャニオンよりリリースされた。
ベストアルバム『20 years』と同時発売。

## 概要
結成20周年を記念して発売された初のトリビュートアルバム。
デザインはメンバーの木暮栄一が手がけている。

## チャート成績
2018年10月1日付のオリコン週間ランキングでは初動3千枚を売り上げ、週間22位にランクインした。

## 収録曲
1. fool proof / cinema staff
1stアルバム『K.AND HIS BIKE』収録曲
2. Snowscape / KEYTALK
1stアルバム『K.AND HIS BIKE』収録曲
3. higher / FRONTIER BACKYARD
2ndアルバム『quake and brook』収録曲
4. beautiful vanity / LOW IQ 01
3rdアルバム『alfred and cavity』収録曲
5. Can't remember / ストレイテナー
3rdアルバム『alfred and cavity』収録曲
6. I love you Wasted Junks & Greens / ゲスの極み乙女。
4thアルバム『Adze of penguin』収録曲
7. Moonlight Stepper / ASPARAGUS
4thアルバム『Adze of penguin』収録曲
8. 明日を知らない / 坂本真綾
6thアルバム『街の14景』収録曲
9. 泳ぐ針 / tricot
6thアルバム『街の14景』収録曲
10. ピルグリム / 八十八ヶ所巡礼
7thアルバム『謎のオープンワールド』収録曲
11. 禁断の宮殿 / 吉田一郎不可触世界
7thアルバム『謎のオープンワールド』収録曲
12. 月と暁 / HUSKING BEE
7thアルバム『謎のオープンワールド』収録曲